# Kitsissuarsuit
Kitsissuarsuit (zastarale Kitsigsuarssuit, dánsky Hunde Ejlande nebo Hunde Ejland, anglicky Dog's Island) je ostrovní osada v kraji Qeqertalik v Grónsku. Nachází se na malém ostrově v zálivu Disko, asi 21 km severozápadně od Aasiaatu. V roce 2017 tu žilo 53 obyvatel.
Kitsissuarsuit byl založen v roce 1830 jako Hunde Ejlande, ale dříve existoval jako velrybářská stanice, založená v roce 1817. Název Kitsissuarsuit doslova znamená "mnoho velkých psů".

## Počet obyvatel
Počet obyvatel Kitsissuarsuitu se snížil o více než 56% oproti počtu obyvatel z roku 1991 a o více než 47% oproti roku 2000.